# 畠山高俊
畠山 高俊（はたけやま たかとし）は、戦国時代から安土桃山時代にかけての武将。系図のみに名前と事蹟が見え実在したかは不明。

## 概要
「源畠山吉益系図」によると畠山政吉（政能）の三男で、妻は保田知宗あるいはその父の長宗であるとされる。
畠山秋高が織田信長に「甥の高俊を養子とした」と報告したところ、信長は高俊を播磨守とした。しかし「両国之名侍」達が従わなかったために豊臣秀頼の頃に石田三成に従い保田庄左衛門尉（「両畠山系図」では庄左衛門）を名乗ったが、関ヶ原の戦いで討死したという。